# Lady Howe vencendo Benjamin Franklin
Lady Howe checkmating Benjamin Franklin é um pintura de óleo sobre tela do pintor americano Edward Harrison May criado em 1867. Benjamin Franklin era aficionado pelo xadrez. Ele visitou o Café de la Regence para jogar e escreveu The Morals of Chess sobre os benefícios do jogo. Durante suas visitas a Europa, discutia questões diplomáticas durante as partidas. Em uma dessas ocasiões foi convidado a jogar com Lady Howe, irmã do general William Howe. A interpretação da obra indica que a partida encerrou, e que pelas expressões Lady Howe venceu.